# 三重県道614号篠立下野尻線
三重県道614号篠立下野尻線（みえけんどう614ごう しのだちしものじりせん）は、三重県いなべ市を通る一般県道である。

## 概要
いなべ市藤原町篠立からいなべ市藤原町下野尻に至る。

### 路線データ
- 起点：いなべ市藤原町篠立（国道365号交点）
- 終点：いなべ市藤原町下野尻（下野尻交差点、国道306号交点）
- 総延長：7,252 m

## 歴史
- 1963年（昭和38年）2月1日 - 車両制限令第5条第1項に基づき「自動車の交通量がきわめて少ないと認める道路」に指定された[1]。

## 路線状況

### 道路施設

#### 橋梁
- 藤原橋（真名川、いなべ市）

### 通過するバス路線
いなべ市藤原町坂本 - 同市藤原町下野尻を以下の路線バスが通過する。
- いなべ市福祉バス坂本線（コミュニティバス）

### 交通量
平日12時間交通量
| 地点               | 交通量 |
| ------------------ | ------ |
| いなべ市藤原町坂本 | 251台  |

## 地理

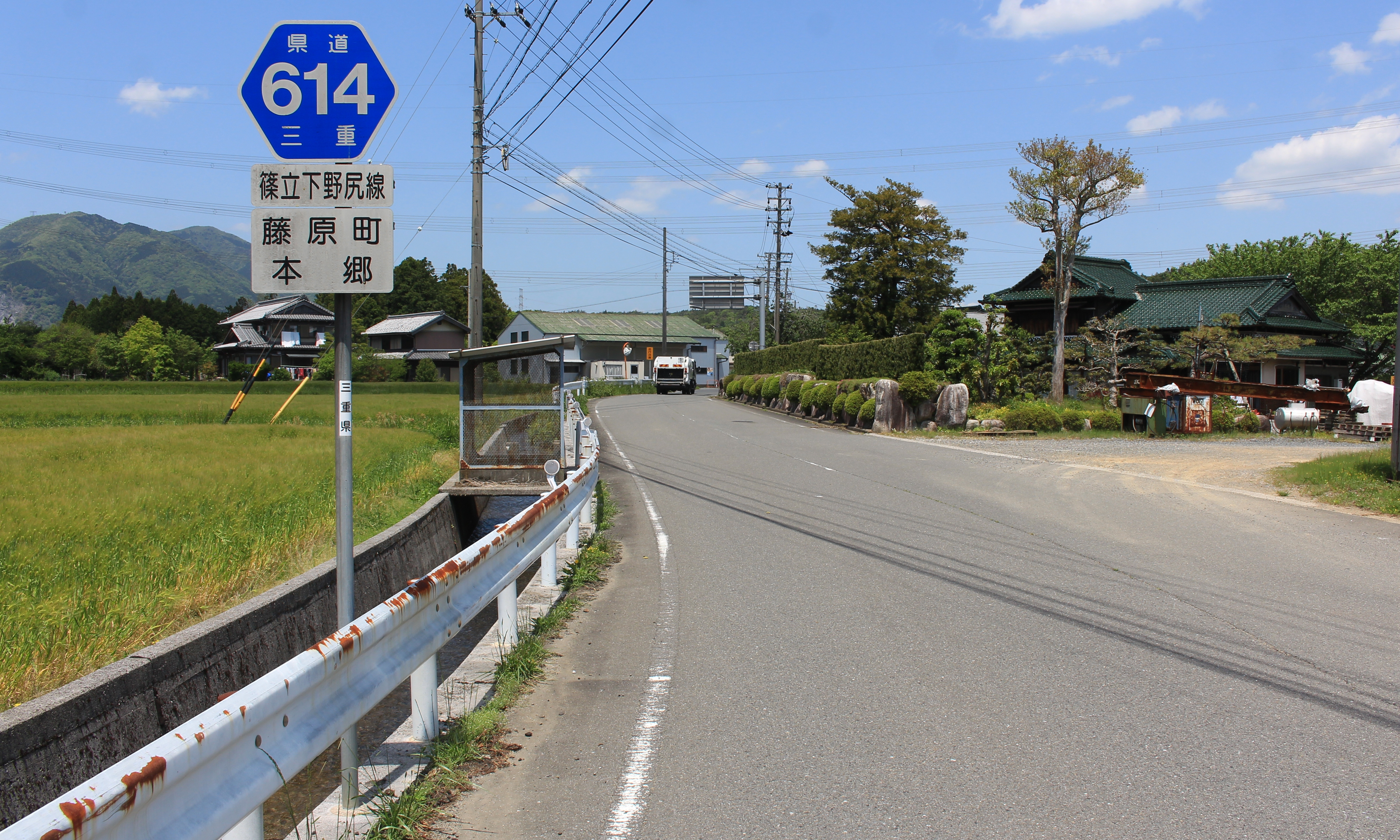
三重県道614号篠立下野尻線、いなべ市藤原町本郷にて

### 通過する自治体
- 三重県
  - いなべ市

### 交差する道路
| 交差する道路              | 交差する場所 | 交差する場所        |
| ------------------------- | ------------ | ------------------- |
| 国道365号 / 巡見街道      | 藤原町篠立   | 起点                |
| 三重県道601号本郷志礼石線 | 藤原町本郷   | 本郷交差点          |
| 国道306号 国道365号 重複  | 藤原町本郷   | 本郷南口交差点      |
| 三重県道615号西野尻垣内線 | 藤原町西野尻 |                     |
| 国道306号 国道365号 重複  | 藤原町下野尻 | 下野尻交差点 / 終点 |

### 沿線
- 山田工業株式会社 藤原工場
- いなべ市立白瀬小学校
- 藤原岳自然科学館
- いなべ市立西藤原小学校
- [[]]三岐鉄道三岐線
  - 西藤原駅 - 西野尻駅